# 내손도서관
내손도서관은 경기도 의왕시 내손동 소재의 도서관이다.

## 연혁
- 1993년 12월 22일 - 의왕시립도서관 개관
- 1998년 3월 6일 - 의왕문화학교 지정
- 2001년 3월 1일 - 인터넷정보검색코너 및 홈페이지오픈
- 2002년 12월 30일 - 디지털자료실오픈
- 2007년 5월 16일 - 의왕시내손도서관(의왕시 중앙도서관 분관 명칭변경)
- 2009년 3월 - 신축내손공용청사 공사착공
- 2011년 5월 30일 - 의왕시내손도서관으로 분리, 직제개편(5급관장)
- 2011년 6월 12일 - 내손도서관 이전
- 2011년 7월 22일 - 의왕시내손도서관 개관

## 이용 안내
이용시간
- 유아글마루: 09:00 ~ 18:00
- 어린이글마루/문헌/디지털정보실: 평일 09:00 ~ 22:00 / 토,일요일 09:00 ~ 18:00
- 열람실: 07:00 ~ 23:00

휴관일
- 자료실: 매월 둘째·넷째 월요일, 법정공휴일
- 열람실: 법정공휴일